# Heterometrus petersii
Espèce
Synonymes
- Palamnaeus petersii Thorell, 1876
- Palamnaeus oatesii Pocock, 1900

Heterometrus petersii est une espèce de scorpions de la famille des Scorpionidae.

## Distribution
Cette espèce se rencontre en Malaisie sur Penang et à Singapour.

## Description

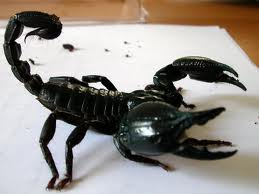
Heterometrus petersii

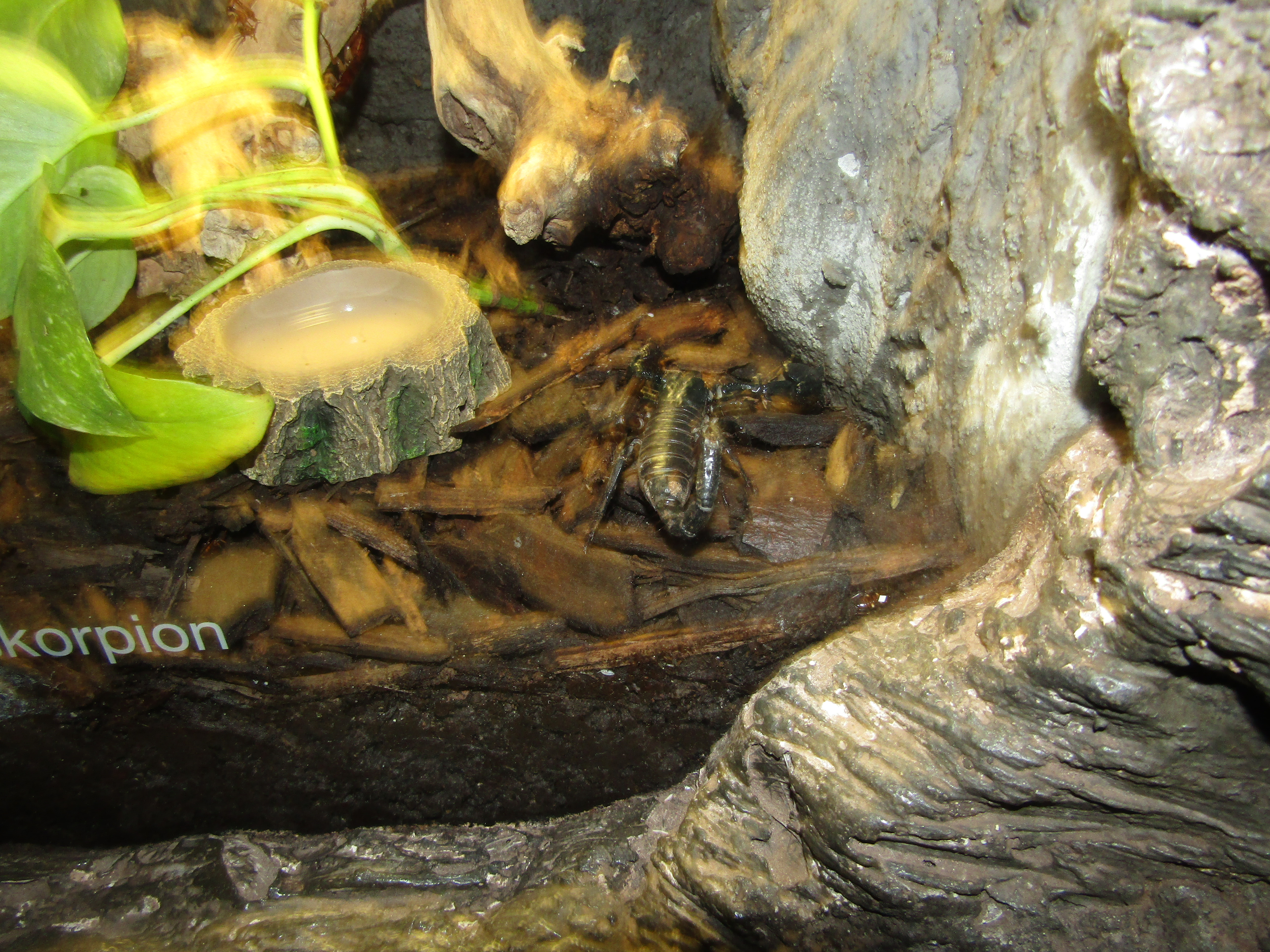
Heterometrus petersii

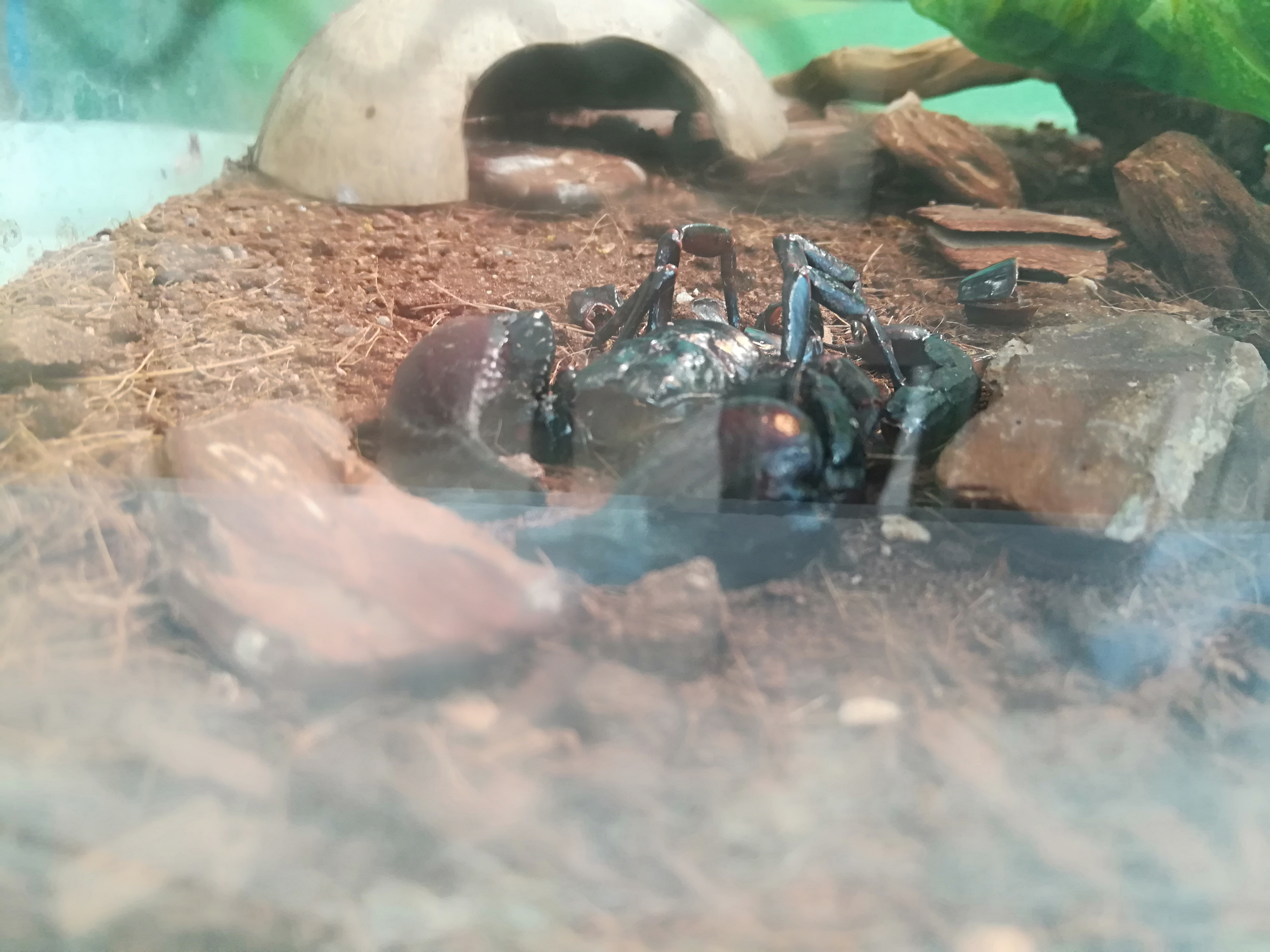
Heterometrus petersii

Heterometrus petersii mesure de 90 à 125 mm.

## Systématique et taxinomie
Cette espèce a été décrite sous le protonyme Palamnaeus petersii par Thorell en 1876. Elle est placée dans le genre Heterometrus par Kraepelin en 1899.
La sous-espèce Heterometrus petersii mindanaensis a été placée en synonymie avec Heterometrus silenus par Prendini et Loria en 2020

## Étymologie
Cette espèce est nommée en l'honneur de Wilhelm Peters.

## Publication originale
- Thorell, 1876 : « Études Scorpiologiques. » Atti della Societa Italiana di Scienze Naturali, vol. 19, p. 75–272 (texte intégral).